# Missal
Missal är en kommun i Brasilien.   Den ligger i delstaten Paraná, i den södra delen av landet, 1 200 km sydväst om huvudstaden Brasília. Antalet invånare är 10 474.
Trakten runt Missal består till största delen av jordbruksmark. Runt Missal är det ganska tätbefolkat, med 56 invånare per kvadratkilometer.